# Damas noir
Pour les articles homonymes, voir Damas (homonymie).
Le damas noir est un cépage local français, variété du syrah présente dans le vignoble auvergnat et pratiquement disparue avec la crise du phylloxéra. Deux ceps épargnés par la maladie ont été découverts au début du XXIe siècle à Davayat, dans le Puy-de-Dôme, et authentifiés. Ils ont été multipliés et il existe aujourd'hui quelques vignes plantées en damas noir ; l'une d'elles se trouve sur les coteaux de Châteaugay.
Il produit un raisin à peau noire.